# J.M. High Company
De J.M. High Company was een warenhuis in Atlanta, Georgia. Het werd opgericht door Joseph Madison High (1855-1906), wiens vrouw, Harriet "Hattie" Harwell Wilson High (1862-1932), het landhuis van haar familie aan Peachtree Street doneerde om het museum te huisvesten. Het is uitgegroeid tot het High Museum of Art, het belangrijkste kunstmuseum van Atlanta.

## Geschiedenis
Joseph Madison kwam uit Morgan County, Georgia. Hij startte een bedrijf in Madison, Georgia en richtte het bedrijf High & Berney op. Later verhuisde hij naar Atlanta voor meer mogelijkheden, waar hij samenwerkte met E.D. Herring om een textielwinkel te openen op Whitehall Street 42 (nu Peachtree Street SE). In 1882 werd op Whitehall Street 50 een nieuwe winkel geopend. In 1884 kocht High Herring uit en hernoemde de firma tot J.M. High & Co.
In 1887 opende het warenhuis High's een nieuwe vestiging aan de westkant van Whitehall Street. In 1889 kon High de zuidwesthoek van Whitehall Strteet en Hunter Street (nu M.L. King Boulevard) kopen en een bakstenen gebouw van vier verdiepingen met een rijkelijk versierd interieur voor zijn warenhuis neerzetten
In 1906 overleed High. 
In 1918 verhuisde de winkel naar de overkant van de straat, naar de voormalige locatie van het Chamberlin-Johnson-DuBose warenhuis, met 9.300 m² vloeroppervlak. De nieuwe winkel werd het ‘daglichtwarenhuis’ genoemd, omdat de grote ramen ‘de noodzaak van kunstmatige verlichting wegnamen’.
De oude winkel aan de westkant van Whitehall Street werd later tot in de jaren 1930 gebruikt door de McClure Ten Cent Company, daarna door de F & W Grand Company, totdat het pand uiteindelijk werd gesloopt om plaats te maken voor het nieuwe gebouw van de H.L. Green Company. 
Van 1926 tot 1927 was High's de thuisbasis van een radiostudio van radiostation WDBE.